# Мельников (Ростовская область)
Ме́льников — хутор в Целинском районе Ростовской области.
Входит в состав Ольшанского сельского поселения.

## Население
| 2010 |
| ---- |
| 36   |

## Улицы
На хуторе имеются улица Сельская и переулок Западный.